# Талвитие, Хейкки
Хе́йкки Та́лвитие (фин. Heikki Talvitie, род. 5 сентября 1939, Выборг, Финляндия) — финский дипломат, в ранге Чрезвычайного и полномочного посла.

## Биография
В 1963 году окончил Хельсинкский университет.
С 1984 по 1988 годы был послом Финляндии в Югославии, с 1988 по 1992 году был в должности Чрезвычайного и Полномочного посла Финляндии в СССР и России.
С 1996 по 2002 годы Посол Финляндии в Швеции.
В 2014 году награждён Владимиром Путиным российским Орденом Дружбы, который вручил в здании Посольства России в Хельсинки российский посол Александр Румянцев.

## Награды
- Кавалер 1 класса ордена Белой розы Финляндии (6 декабря 2001 года)[3].
- Кавалер 1 класса ордена Льва Финляндии (6 декабря 1990 года)[3].
- Орден Дружбы (4 июня 2014 года, Россия) — за большой вклад в укрепление дружбы и сотрудничества с Российской Федерацией, развитие экономических, научных и культурных связей[4].